# Videojuego de sigilo

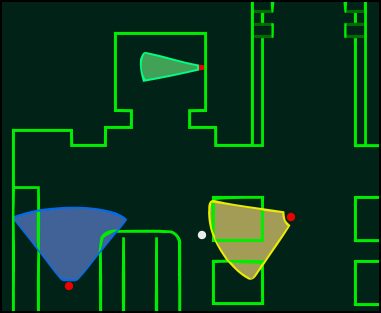
Representación del Radar Soliton utilizado en la serie Metal Gear Solid.

Un videojuego de sigilo (también conocido como de infiltración) es un tipo de videojuego en el que el jugador usa principalmente el sigilo para evitar o superar a sus oponentes. Los juegos de este género suelen permitir al jugador pasar desapercibido escondiéndose, escabulléndose o usando disfraces. Algunos juegos permiten al jugador elegir entre un enfoque sigiloso o atacar directamente a los antagonistas, pero recompensando al jugador por un mayor uso del sigilo. El género ha empleado temáticas de espionaje, antiterrorismo y pícaros, con protagonistas que son operativos de fuerzas especiales, agentes especiales, agentes secretos, ladrones, ninjas o asesinos. Algunos juegos también han combinado elementos de sigilo con otros géneros, como los juegos de disparos en primera persona y también los de plataformas.
Sagas como Metal Gear, Tom Clancy's Splinter Cell, Sly Cooper, Dishonored, Deus Ex, Manhunt, Thief, Hitman, Tenchu y Assassin's Creed han hecho famoso este género. Debido a su creciente popularidad, algunas compañías han incluido pequeñas fases de infiltración en sus títulos de acción, como por ejemplo BioShock y la saga Batman: Arkham.
El primer juego de infiltración fue Castle Wolfenstein (no confundir con el juego de id, Wolfenstein 3D) creado por Muse Software en 1981. El estilo de juego no se volvería a utilizar hasta 1987 cuando Hideo Kojima creó la saga Metal Gear. No obstante 
estos juegos no se clasificaron en su momento como "de sigilo" sino como "de acción", pues este género no existía. Después de su aparición nacerían otros títulos con conceptos similares pero en ambientes y épocas diferentes.

## Modo de juego
Los modernos juegos de sigilo se centran en evitar el combate directo y completar los objetivos de una misión sin ser detectados.
Esconderse en la oscuridad es esencial en estos juegos, por lo cual la luz y las sombras se convierten en parte importante del diseño del juego. Normalmente el jugador debe apagar ciertas fuentes de luz. El jugador también debe preocuparse por el sonido que produce, ya que este puede alertar a los enemigos de su presencia; el ruido puede variar según el personaje pise sobre diferentes superficies como madera o metal. Los jugadores que se muevan precipitadamente harán más ruido y atraeran más la atención.
Los enemigos suelen tener un campo visual que el jugador debe evitar escondiendose tras objetos, caminando entre las sombras o moviéndose justo cuando el enemigo mira hacia otro lado. Los enemigos te detectan cuando los tocas o pasas demasiado cerca de ellos. El ataque directo a estos enemigos esá limitado por varios métodos: equipando al jugador con armas no-letales o inefectivas, equipando a los enemigos con armas o armaduras superiores, o limitando al jugador su nivel de salud. A veces el género del sigilo se invade el terreno del Horror de supervivencia con tramas en las que el jugador debe esconderse y esquivar a enemigos sobrenaturales que intentan encontrarlo.

## Historia

### 1979–1997
La revista Retro Gamer dice que el primer juego de sigilo fue Manbiki Shounen (Shoplifting Boy), de 1979. Diseñado por Hiroshi Suzuki, y distribuido por Taito, que usó la misma idea de sigilo para List of Lupin III (basado en un anime de Lupin III).
Castle Wolfenstein, de 1981, empleó elementos de sigilo en algunas partes del juego, el protagonista podía vestirse con uniformes nazis para no ser detectado. Su secuela Beyond Castle Wolfenstein, de 1984, incluyó más elementos de sigilo, como cuchillos para ataques cuerpo a cuerpo.
En 1981, Sega lanzó 005 un juego donde había que robar unos documentos secretos y llevarlos hasta un helicóptero mientras eludías las linternas de los vigilantes. 005 aparece en el libro Guinness World Record como el primer juego de sigilo.
En 1985, Durell Software lanzó Saboteur, donde un ninja se infiltraba en una base con toda clase de medidas de seguridad. Infiltrator, de 1986, combinaba un simulador de vuelo con el sigilo de la misión una vez que tomabas tierra en territorio enemigo.
La saga de Hideo Kojima llamada Metal Gear comenzó en 1988 para la MSX2 convirtiéndose en la referencia mundial para este tipo de juegos.

Su secuela Metal Gear 2: Solid Snake (1990) permitía agacharse y arrastrarse por zonas estrechas y conductos de aire, despistar a los guardias golpeando determinadas superficies y usar un radar. El juego contaba además con una trama compleja y unos gráficos mejorados.

### 1998–2002
1998 fue un año decisivo con el lanzamiento de Tenchu: Stealth Assassins, Metal Gear Solid, y Thief: The Dark Project. Thief: The Dark Project fue el primero en usar la perspectiva en primera persona para este género.
Juegos posteriores combinaron el sigilo con la acción, como la serie Hitman, No One Lives Forever o Deus Ex.
Metal Gear Solid 2: Sons of Liberty, llegó en 2001 para PlayStation 2 y supuso una evolución en el sigilo, permitiendo nuevos movimientos y habilidades.